# Antiproton Decelerator

Схема цепи получения антипротонов в AD

Antiproton Decelerator (AD) — замедлитель антипротонов, исследовательский синхротрон периметром 182 м в международном европейском научном центре ЦЕРН. Используется для накопления, охлаждения и замедления пучков антипротонов.
Накопитель AD был запущен в 2000 году, став источником антипротонов вместо старого антипротонного комплекса, состоявшего из колец AC (Antiproton Collector), AA (Antiproton Accumulator), LEAR (Low Energy Antiproton Ring), и остановленного в 1996 году. Цикл работы AD состоит из накопления антипротонов с импульсом 3.5 ГэВ/c, стохастического охлаждения частиц, замедления до 300 МэВ/c, электронного охлаждения пучка, дальнейшего замедления до импульса 100 МэВ/c, что соответствует кинетической энергии 5,3 МэВ, и выпуска в каналы транспортировки к экспериментальным установкам. Длительность цикла составляет 1,9 минуты, интенсивность пучка 2×107 антипротонов. Источником антипротонов для AD служит конверсионная система, где пучок протонов с импульсом 26 ГэВ/c, выпущенный из протонного синхротрона PS, сбрасывается на мишень и рождает ливни.
Выпущенный из AD пучок антипротонов замедляется ещё, либо проходя через тонкие фольги (эксперименты ALPHA, ATRAP), либо в линейном деселераторе с ВЧ-фокусировкой (RFQD) для эксперимента ASACUSA, до 15 кэВ/c. Эти эксперименты, равно как и завершённый ATHENA, направлены на получение, удержание в ловушках и изучение атомов антиматерии. Так, в 2011 году в эксперименте ALPHA удалось удерживать несколько сотен атомов антиводорода в течение 15 минут. Для более эффективного замедления предлагается построить ещё одно кольцо, ELENA (Extra Low ENergy Antiproton ring), для замедления выпущенного из AD пучка антипротонов с 5,3 МэВ до 100 кэВ кинетической энергии.

## Эксперименты и достижения
- ALPHA[англ.] — эксперимент по атомной спектроскопии.
- ATRAP[англ.] — эксперимент, в котором впервые применили антиводородную спектроскопию.